# Planet of the Dead
"Planet of the Dead" (intitulado "O Planeta dos Mortos" no Brasil) é o segundo dos quatro episódios especiais da série de ficção científica britânica Doctor Who transmitidos entre o Natal de 2008 e o Dia de Ano Novo de 2010. Foi transmitido simultaneamente pela BBC One e BBC HD em 11 de abril de 2009.  Os especiais serviram como as histórias finais do ator principal David Tennant como o Décimo Doutor. No episódio, ele é acompanhado pela atriz Michelle Ryan, que interpreta Lady Christina de Souza, uma companheira passageira para o Doutor. O episódio foi co-escrito por Russell T Davies e Gareth Roberts, a primeira parceria de roteiro desde o retorno do programa em 2005.
O episódio retrata Christina fugindo da polícia de um roubo no Museu, a bordo de um ônibus que acidentalmente viaja de Londres para o planeta deserto de San Helios, prendendo ela, o Doutor e vários passageiros a bordo do veículo danificado. Depois que o motorista do ônibus morre tentando retornar à Terra, a UNIT, liderados pela Capitã Erisa Magambo (Noma Dumezweni) e pelo conselheiro científico Malcolm Taylor (Lee Evans), tentam retornar o ônibus enquanto impedem uma raça alienígenas de arraias metálicas que ameaçam o planeta. No final do episódio, um dos passageiros entrega um aviso ao Doutor que prenuncia os três especiais restantes.
"Planet of the Dead" foi o primeiro episódio de Doctor Who filmado em alta definição após uma reção positiva na qualidade visual no spin-off da série, Torchwood e a viabilidade financeira do HDTV, convenceram a equipe de produção para alternar os formatos. Para garantir que as cenas de deserto parecessem o mais realista possível, a equipe de produção filmou em Dubai durante três dias, enviando vários adereços, incluindo um ônibus de dois andares Bristol VR do ano de 1980, aos Emirados Árabes para as filmagens. Depois que o ônibus foi acidentalmente danificado em Dubai por um contêiner, Davies reescreveu o roteiro para explicar o dano na narrativa.
O público deu ao episódio um Índice de Apreciação de 88—considerado excelente.

## Enredo

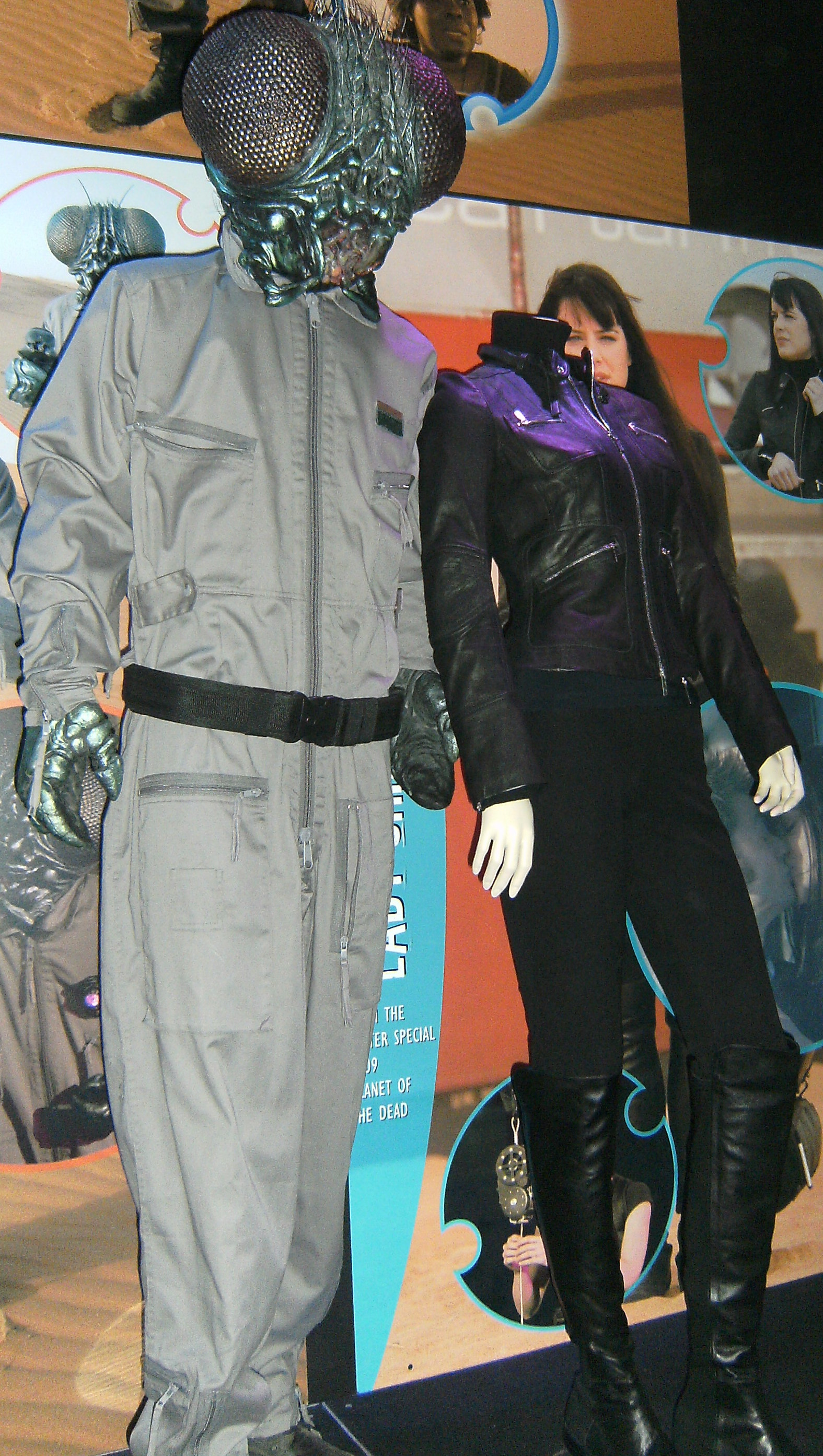
Um Tritovor e o traje Lady Christina no Doctor Who Experience

A ladra Lady Christina de Souza rouba um cálice dourado, uma vez pertencente ao rei Etelstano de um museu de Londres, e foge em um ônibus de dois andares. O Doutor mais tarde junta-se a ela e aos outros passageiros, antes de que o ônibus passe por um buraco de minhoca e cai nas areias do planeta desértico San Helios. O Doutor estuda o buraco de minhoca e determina que o ônibus os protegia seus efeitos como uma gaiola de Faraday e é tarde demais de parar o motorista de voltar. Quando o esqueleto do motorista aparece na Terra, as forças da UNIT são alertadas, lideradas pela capitã Erisa Magambo e auxiliadas pelo conselheiro científico Malcolm Taylor.
O Doutor consegue entrar em contato com a UNIT para coordenar os esforços de como retornar os outros passageiros com segurança para a Terra. O Doutor e Christina exploram a área à frente, enquanto os outros tentam reparar o ônibus. O Doutor e Christina encontram uma tempestade de areia no horizonte quando são encontradas por dois Tritovores, uma espécie que se assemelha a moscas antropomórficas, que as levam para uma nave espacial destruída. Eles explicam que estavam entregando uma remessa para San Helios, que tinha alojado mais de cem bilhões recentemente, mas agora é o deserto onde eles digitalizam. O médico pede-lhes que examinem a tempestade de areia que se aproxima e acha que é realmente um enxame de arraias alienígenas que são destruidoras de ecossistema. Ele suspeita que eles estão gerando o buraco de minhoca para viajar para seu próximo planeta para se alimentar, e eles devem se apressar e fechar o buraco de minhoca antes que eles possam chegar à Terra. Christina usa suas habilidades de roubo para obter um cristal de poder e sua montagem a partir da nave Tritovore, mas acidentalmente desperta uma arraia alienígena, que consome os Tritovores.
Com o enxame quase sobre eles, o Doutor usa a montagem do cristal, um dispositivo antigravidade, para permitir que o ônibus voe, mas para controlá-lo, ele obriga Christina a dar o cálice de ouro, que ele destrói para interfacear os controles ônibus do com as montagens. Eles voam de volta através do buraco da minhoca, assim como Malcolm e Magambo o fecham, mas não antes de três arraias se atravessarem, que UNIT rapidamente destruiu. Os passageiros são instruídos, enquanto Christina é presa. Ela pede ao Doutor para levá-la com ele, mas ele se recusa; No entanto, ele convenientemente permite que ela escape de volta ao ônibus e voe antes que as autoridades possam detê-la. À medida que o Doutor parte, Carmen, uma passageira que tem habilidades psíquicas de baixo nível, tem uma premonição que visivelmente o deixa nervoso:
Tenha cuidado, porque sua música está terminando, senhor. Ele está voltando pela escuridão. E então, Doutor... ele vai bater quatro vezes.— Carmen, em "Planet of the Dead"

## Produção

### Escrita e elenco

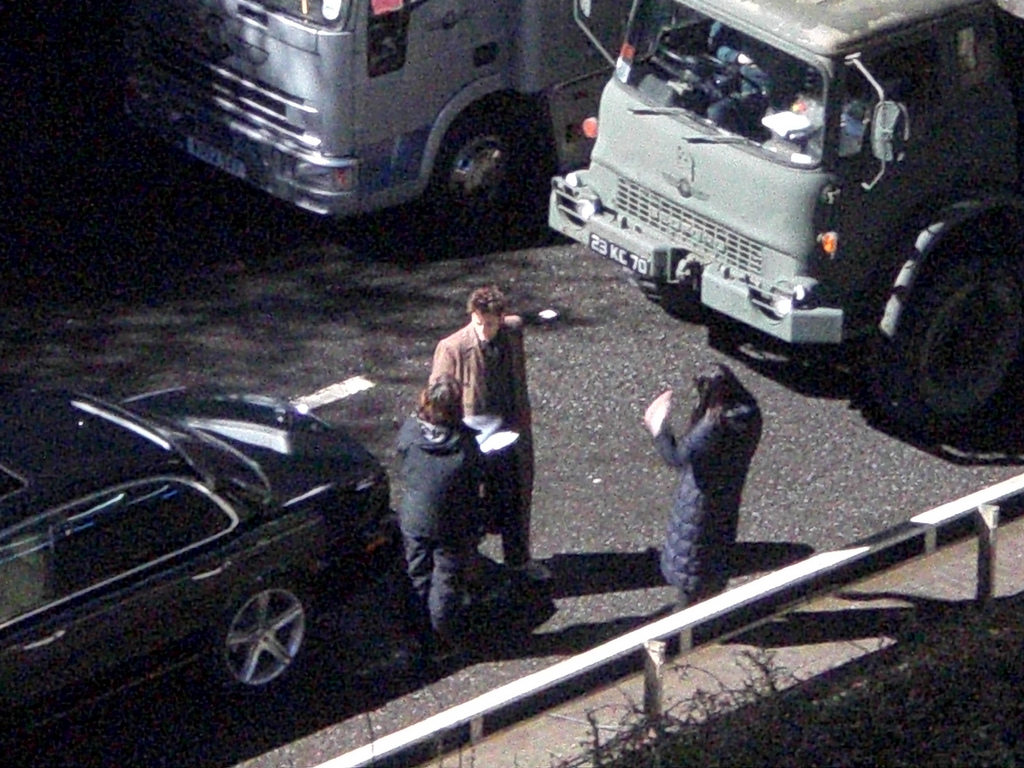
Ryan e Tennant relendo o roteiro antes das gravações em Butetown no Queen's Gate Tunnel em 28 de janeiro 2009.

Russell T Davies co-escreveu o episódio com Gareth Roberts, a primeira parceria de redação do programa desde a volta em 2005. "Planet of the Dead" era uma partida das histórias habituais de Roberts—Roberts já havia escrito histórias pseudo-históricas—e, em vez disso, consistiu em elementos de ficção científica selvagens de sua carreira literária e imaginação adolescente. O episódio não tinha um conceito claro—como Shakespeare e bruxas em "The Shakespeare Code" ou Agatha Christie e um mistério de assassinato em "The Unicorn and the Wasp"— e, em vez disso, era um "confronto deliberado [de conceitos] com muitos elementos diferentes". Roberts explicou que ele era cauteloso para garantir que cada elemento tivesse que "sentir-se preciso e definido... como nós quisemos dizer isso", citando o arco Arc of Infinity como um exemplo em que esse controle não foi aplicado. O episódio inclui uma característica comum da escrita de Davies na medida em que não existe um antagonista claro: o Tritovore é, finalmente, simpatizante dos protagonistas e as arraias estão apenas seguindo seu imperativo biológico.
Ao contrário dos especiais de Natal, o tema da Páscoa não foi enfatizado na história; O episódio só continha uma "menção fugaz" do feriado em vez de "robôs de coelhinhos carregando cestas cheias de ovos-bomba". A palavra de tom do episódio—"alegre"—foi influenciada pela constatação de Davies de que "todas as histórias desde The Fires of Pompeii tinham uma qualidade agridoce" e seu desejo subsequente de evitar um tema recorrente. O ponto de partida para a história foi o primeiro romance de Roberts, The Highest Science. Davies gostou da imagem de um trem em um planeta do deserto e reescreveu o trem como sendo o ônibus. Davies, no entanto, enfatizou que não era uma "adaptação como tal" porque os elementos tangenciais estavam constantemente sendo concebidos e adicionados.

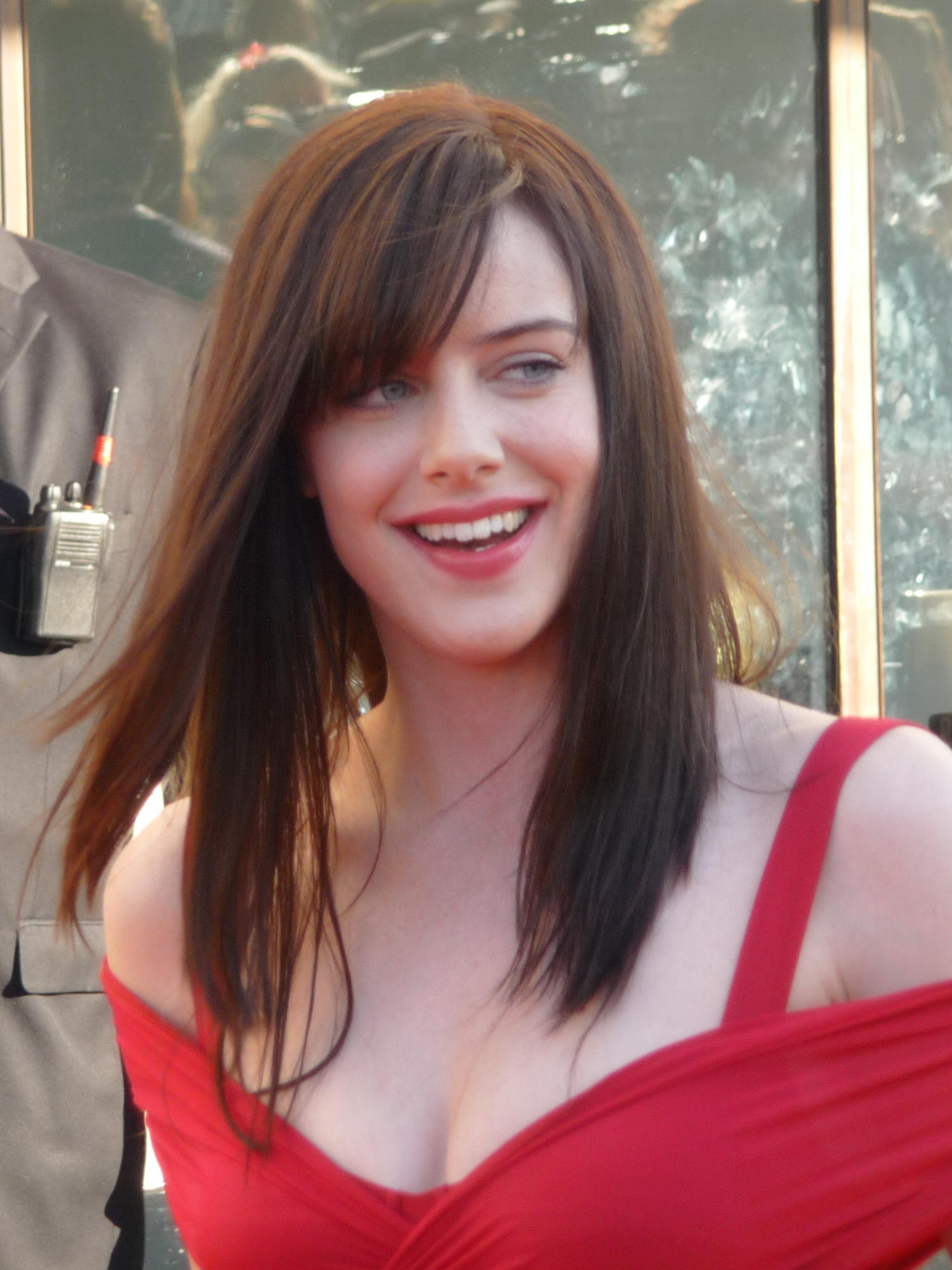
Michelle Ryan, que interpretou Lady Christina de Souza

A escalação de Michelle Ryan como Lady Christina de Souza foi confirmada pela BBC em 23 de janeiro de 2009 e atraiu a atenção das mídias devido aos recentes papéis relativamente altos de Ryan em EastEnders, Jekyll, Bionic Woman e Merlin. Ryan afirmou que ela é "uma grande fã de Doctor Who e [estava] muito animada para se juntar a David Tennant e ao time Doctor Who." Davies comentou que "Michelle é uma das mais procuradas jovens atrizes do país" e que "ficaram encantados em anunciar que ela iria se juntar à equipe." Ryan descreveu sua escalação como sendo uma "verdadeira honra", observando que "ama a personagem".
Houve rumores de que Ryan se tornaria a acompanhante do Décimo primeiro Doutor (Matt Smith) e sua participação em "Planet of the Dead" combinado com seu trabalho anterior com o produtor executivo Steven Moffat - os dois trabalharam juntos em Jekill, alimentaram especulações que ela pudesse voltar à 5.ª temporada. Ryan afirmou que está aberta a um retorno da personagem. Foi reportado que Ryan tentou fazer o teste de companheira do Doutor para substituir Rose Tyler (Billie Piper) que deixou o programa em 2006, mas não foi aceita. Ryan declarou posteriormente que isso era falso.
Ryan foi entrevistada pela BBC News sobre seu papel como Lady Christina. Ryan elogiou seus colegas e a "atmosfera familiar" no set e descreveu Doctor Who como sendo "algo realmente especial de se fazer". Em 9 de abril de 2009, Ryan participou do programa Steve Wright in the Afternoon na BBC Radio 2. e do The Justin Lee Collins Show, da ITV2 para promover "Planet of the Dead". Após uma exibição de um trailer para o episódio de The Justin Lee Collins Show, Ryan descreveu o tempo "fantástico" que ela filmou em Cardiff e em Dubai.
A personagem de Ryan, Lady Christina é viciada em adrenalina e é uma ladra. Christina é uma típica companheira em Doctor Who, Davies se esforçou para desenhar algo parecido com a Senhora do Tempo Romana ao invés de Rose Tyler, da série nova. Roberts a descreve como sendo uma "aventureira" de "glamour, de alta classe, adequada e extremamente inteligente", com a qual o Doutor poderia relacionar-se muito bem pois ambos rejeitaram suas lembranças. O diretor do episódio, James Strong, descreveu a personagem como sendo uma companheira não tradicional baseada no romantismo—ao invés da companhia platônica de Donna Noble (Catherine Tate) na quarta temporada—enquanto ainda é uma companheira única:

Está de volta ao básico: ela provavelmente é mais um tipo de heroína tradicional e romântica estilo Thomas Crown Affair, se preferir. [...] Isso ecoa para mim de Rose, na medida em que pode haver uma boa conexão romântica antiga entre eles. Ela é jovem, bonita, sexy, mas enquanto Rose era uma garota normal e normal, Lady Christina é uma dama, ela vem de um fundo muito privilegiado e da elite. Ela é diferente de qualquer uma das companheiras que já tivemos em que particularmente não quer se  envolver com o Doutor. Ela sabe o que acontece, então ela é muito compatível com o Doutor. Muitas vezes em uma aventura o Doutor irá assumir o controle e todos farão o que ele diz. Ela tem muito controle – os dois estão de uma forma difícil, lutando uns contra os outros para superar essa aventura.— James Strong Entrevista para Digital Spy.
O comediante Lee Evans interpreta o professor Malcolm Taylor, um cientista da UNIT muito devoto a seu predecessor, o Doutor. Davies criou o personagem de Evans para servir como acompanhante da personagem pragmática de Noma Dumezweni, o capitã Erisa Magambo, que já apareceu no episódio "Turn Left". Roberts notou depois de escrever o episódio que o personagem de Evans se tornou involuntariamente uma caricatura "amorosa" dos fãs de Doctor Who.
O episódio foi influenciado por várias obras: Davies descreveu "Planet of the Dead" como "uma grande aventura, um pouco Indiana Jones com Flight of the Phoenix e Pitch Black."; a relação entre Christina  e o Doutor foi influenciada por filmes da década de 1960, como Charada e Topkapi que incluíram Cary Grant e Audrey Hepburn "sendo espirituosos e sofisticados juntos, e depois correndo por suas vidas"; e os Tritovore foram influenciados pelos filmes B de ficção científica dos anos 50 e 1970, como The Fly e o hábito de Davies de incluir alienígenas que eram reconhecíveis para o público como animais da Terra, como os Judoon, que pareciam rinocerontes. Carmen evoca lembranças do aviso dos Ood ao Doutor e Donna no episódio da quarta temporada, "Planet of the Ood". Tennant explicou que a profecia era de que o "cartão de visitas do Doutor se tornara marcado" e os três especiais seriam mais sombrios—caracterizando o "Planeta dos Mortos" como a "última vez que o Doutor se divertira"—e que o assunto da profecia não era a resposta óbvia:

David TennantRealmente, a partir deste momento, o cartão de visitas do Doutor está marcado. Porque quando voltamos em "The Waters of Mars", tudo se tornou um pouco mais sombrio.
Julie GardnerE, como sabemos, David, ele realmente bate quatro vezes.
TennantÉ, absolutamente, e se você acha que descobriu o que isso significa, você está errado!
GardnerMas quando você "descobrir", é um dia triste.— David Tennant e Julie Gardner, Doctor Who The Commentaries, "Planet of the Dead"

### Filmagens
| |  |  |
| Os dois principais locais de filmagem do episódio: o deserto de Dubai foi usado para cenas no "planeta dos mortos"; e o Queen's Gate Tunnel em Butetown, Cardiff foi usado para a maioria das cenas terrestres. |  |  |

A pré-produção dos quatro especiais começou em 20 de novembro de 2008—quatro dias antes do programado—porque a filmagem no exterior do episódio em Dubai exigiu o tempo de planejamento extra. Duas semanas depois, a equipe de produção estava em uma visita de reconhecimento para o especial e o rascunho final do roteiro foi concluído. A equipe de produção examinou locais no exterior para filmar o episódio porque eles queriam que o cenário parecesse  "real" e pensaram que não seriam capazes de filmar em uma praia galesa no inverno. Depois de examinar países como Marrocos e Tunísia, a equipe de produção decidiu filmar em Dubai porque a área era mais amigável para a indústria de filmagem e locais de filmagem viáveis estavam mais próximos das áreas urbanas do que outros locais.
A produção começou em 19 de janeiro no País de Gales. O especial foi o primeiro episódio de Doctor Who a ser filmado em resolução de alta definição. O movimento para HD já havia sido resistido por dois motivos principais: quando o programa foi revivido em 2005, a televisão de alta definição não havia sido adotada por uma parcela adequada da audiência para ser financeiramente viável; e os efeitos especiais foram consideravelmente mais caros para criar em alta definição do que em definição padrão. "Planet of the Dead" foi usado como mudança para o HD por causa do cronograma reduzido do programa em 2009 e porque a equipe de filmagem se tornou experiente com o equipamento enquanto filmavam Torchwood.
As filmagens começaram no Museu Nacional de Cardiff, que é o museu de história retratado na primeira cena do episódio. Para retratar o túnel, o ônibus percorreu o Queen's Gate Tunnel da estrada A4232 em Butetown. que teve que ser fechado por quatro noites para acomodar as filmagens. A última grande peça de filmagem no País de Gales ocorreu na fábrica fechada de aciaria em Mir (anteriormente Alphasteel), Newport, que encenou a nave espacial Tritovore. As cenas estabelecidas na Oxford Street de Londres foram filmadas na St Mary Street, Cardiff. As filmagens ocorreram no em fevereiro de 2009, durante o auge da nevasca da Grã-Bretanha, onde temperaturas abaixo de zero atrasaram as filmagens e teve um efeito visível sobre o elenco. Para acomodar as condições adversas, Davies incluiu uma linha no roteiro que especificou que a nave espacial Tritovore esfriou à medida que as temperaturas externas aumentavam.
As filmagens em Dubai ocorrramnem meados de fevereiro de 2009. Duas semanas antes, um dos dois ônibus de dois andares da Bristol VR de 1980 comprados para filmagem tinha sido substancialmente danificado quando um guindaste acidentalmente deixou cair um recipiente em Dubai City Port. Após uma reunião de emergência pela equipe de produção, eles concordaram que o dano era involuntariamente artístico e decidiram incluir o ônibus danificado no episódio; ao invés de enviar o ônibus para ser consertado de Cardiff—o que atrasaria a filmagem já apressada
agenda—a equipe de produção decidiu reconstruir parcialmente o ônibus em Dubai, danificar o ônibus em Cardiff para combinar com o ônibus em Dubai e reescrever parte do roteiro para acomodar e mencionar os danos no ônibus. James Strong recordou a reação da equipe de produção para os danos ao ônibus em uma edição da revista Doctor Who Magazine:

Uma manhã na primeira semana de fevereiro, eu estava saindo do meu apartamento quando Julie Gardner telefonou.  Ela disse: "houve um pequeno acidente com o onibus [...] é um desastre, o ônibus está ferrado." Quando entrei no escritório, me entregaram uma fotografia—minha reação inicial foi um horror absoluto. Chamamos uma reunião de emergência. Russell came in [...] and we discussed our options. Russell entrou [...] e discutimos nossas opções. Nós compramos um ônibus idêntico de Londres para filmar em Cardiff, então podemos enviar isso para o Dubai? Nós poderíamos ter conseguido isso a tempo se ele tivesse deixado Cardiff, literalmente, no dia seguinte, mas teríamos que encontrar um terceiro ônibus, uma réplica exata, para filmar em Cardiff uma semana depois. Levamos um mês para encontrar. Até foi discutido que teríamos que esquecer Dubai e optar por uma praia no Reino Unido. Mas a resposta de Russell foi "Ok, vamos abraçar a ideia. Digamos que o ônibus foi danificado no caminho do planeta alienígena. [...] Ele entrou na narrativa. Não estamos tentando esconder o dano. Na verdade, mostramos isso, aumentando-o com efeitos especiais, fumaça e faíscas. Funciona de forma bastante maravilhosa.— James Strong, Doctor Who Magazine: volume 407.
O ônibus danificado não era o único problema para a filmagem em Dubai: o primeiro dos três dias foi atingido por uma tempestade de areia que deixou a filmagem inutilizável. A equipe de produção então lutou para completar três dias de filmagem em dois dias; O último dia foi comparado com "as filmagens de "Lawrence of Arabia". Para completar as filmagens do episódio, cenas de interior no ônibus foram filmadas em um estúdio no País de Gales. Para disfarçar o fato de que estavam usando um translite, uma imagem de fundo de 360 graus, Strong utilizava técnicas muitas vezes evitadas, como janelas enlodadas e lens flares; este último também serviu para criar um ambiente mais quente para o telespectador. Após a filmagem terminada, a edição e o pós-processamento ocorreram até dois dias antes da transmissão, deixando a BBC recorrer ao uso de uma cópia inacabada para comercializar o episódio.

### Ducentésima história
"Planet of the Dead" foi anunciado como a 200ª história de Doctor Who. O escritor Russell T Davies admitiu que a designação era arbitrária e discutível, com base em como os fãs contavam Shada como um arco inacabado, a história de quatorze partes da 23.ª temporada clássica, The Trial of a Time Lord, e o final da terceira temporada, que consistia em "Utopia", "The Sound of Drums" e "Last of the Time Lords". Davies discordou pessoalmente de contar The Trial of a Time Lord como um arco—argumentando que "parecia como quatro histórias" para ele—e o agrupamento de "Utopia" com os episódios seguintes, mas concordou que era apenas uma opinião que não substituir qualquer outro. Gareth Roberts inseriu uma referência ao marco—especificamente, o número do ônibus é 200—e Davies enviou por e-mail a equipe de publicidade do programa para anunciar o especial como tal. O editor da Doctor Who Magazine, Tom Spilsbury, reconheceu a controvérsia na quadringentésima sétima edição da revista, que realizou uma pesquisa de leitores de todas as 200 histórias.

## Transmissão e recepção
Foi estimado que o episódio foi assistido por 8,41 milhões de telespectadores, um share de 39,6% de audiência. 184 mil outros assistiram o programa na BBC HD, a classificação mais alta do canal naquela época. A exibição inicial obteve um Índice de Apreciação do público de 88, considerado excelente. Uma reprise da BBC One, dois dias depois, ganhou uma audiência de 1,8 milhões de telespectadores. O especial foi, portanto, o segundo programa mais assistido daquele dia, batido apenas pela estreia da nova temporada de Britain's Got Talent. O resultado final da transmissão inicial foi de 9,54 milhões de telespectadores na BBC One e 200,000 espectadores na BBC HD, tornando-se o quinto programa mais assistido da semana e o programa mais assistido exibido na BBC HD na época. Incluindo as reprises na semana seguinte e os acessos no no aplicativo BBC iPlayer, 13,89 milhões de espectadores assistiram ao episódio no total.
O episódio recebeu avaliações críticas médias. Simon Brew do blog de ficção científica Den of Geek disse que o episódio era "por sua vez ambicioso e previsível", mas "ainda bastante divertido". Brew reverteu positivamente o desempenho de Michelle Ryan—comparando sua performance para estar de acordo com seu papel em Bionic Woman em vez de seu papel como Zoe Slater em EastEnders—e a performance de Lee Evans como Malcolm Taylor, chamando-o de destaque do episódio por causa de seu diálogo. Ele fechou sua crítica ao dizer que "'Planeta dos mortos' era bastante aceitável": pensou que "nunca realmente funcionava" por ele; mas ele pensou que era divertido e estava entusiasmado com os três especiais restantes como resultado da profecia de Carmen.
Charlie Jane Anders, do io9 "adorou "Planet Of The Dead'", comentando que era um roteiro Russell T Davies padrão:

POTD era praticamente tudo o que você esperava de Russell T. Davies: 'aventuras loucas, personagens ligeiramente cartunescos, diálogo inteligente, momentos de pura diversão, uma solenidade infantil, uma salvação milagrosa, música bombástica e uma mulher que é considerada a pessoa mais especial de todas.

Nem eu que o episódio tivesse todos os elementos de uma boa história: o doutor e os amigos presos em um planeta alienígena, do outro lado do universo, sem uma maneira fácil de chegar em casa. Alien creatures who might be hostile. Criaturas alienígenas que poderiam ser hostis. Um enxame de mortal vindo destruir nossos heróis. E a UNIT do outro lado da fenda, tentando lidar com essa ameaça quase inimaginável.
Ela comparou com dois episódios anteriores, "The Impossible Planet" e "Midnight", dos quais ela gostava. Ela criticou três aspectos do episódio: Lady Christina, que foi a "primeira heroína [Russell T Davies] que realmente a encheu de repulsa", deixando-a esperando que a personagem fosse morta fora da tela, a relutância de Malcolm em fechar buraco de minhoca e a implausibilidade de apenas três arraias que viajam por ele. Ela pensou que o episódio era "uma aventura bastante sólida com um conjunto legal de monstros".
Ben Rawson-Jones do site de entretenimento Digital Spy deu ao episódio duas estrelas de cinco. Ele caracterizou o episódio como sendo "tão oco como um grande ovo de páscoa de chocolate" porque tinha "a falta do drama apaixonante e uma caracterização convincente que tem sido o pincel da era Russell T Davies". Sua principal crítica foi para a personagem de Ryan, descrevendo a tensão romântica entre Christina e o Doutor como "se fosse forçado" e argumentando que Ryan era "absolutamente não convincente" como Christina. Por outro lado, ele apreciava a direção de Strong e a UNIT. Especificamente, ele aprovou o desempenho de Evans, observando que "o fato de que Malcolm nomeia uma unidade de medida depois de si mesmo é inspirado e divertido". Sua revisão terminou por descrever o episódio como "sem vida durante a maior parte do tempo" e expressando sua esperança de que a entidade ambígua da premonição de Carmen "se apressasse".

### Locais de filmagem
1. ↑  National Museum Cardiff (International Gallery): 51° 29′ 12″ N, 3° 10′ 15″ O
2. ↑  Queen's Gate Tunnel (Gladwall Tunnel): 51° 27′ 44″ N, 3° 10′ 15″ O
3. ↑  Mir Steelworks (Tritovore Spaceship): 51° 33′ 28″ N, 2° 57′ 46″ O
4. ↑  Dubai Desert (The Planet of the Dead): 24° 55′ 08″ N, 55° 37′ 26″ L